# Пол Мартін (хокеїст)
Пол Мартін (англ. Paul Martin, нар. 5 березня 1981, Елк-Рівер) — американський хокеїст, що грав на позиції захисника. Грав за збірну команду США.
Провів понад 900 матчів у Національній хокейній лізі. 

## Ігрова кар'єра
Хокейну кар'єру розпочав 1998 року на юніорському рівні виступами за місцеву команду «Елк-Рівер».
2000 року був обраний на драфті НХЛ під 62-м загальним номером командою «Нью-Джерсі Девілс». 
Протягом професійної клубної ігрової кар'єри, що тривала 16 років, захищав кольори команд «Нью-Джерсі Девілс», «Фрібур-Готтерон», «Піттсбург Пінгвінс» та «Сан-Хосе Шаркс».
Загалом провів 992 матчі в НХЛ, включаючи 122 гри плей-оф Кубка Стенлі.
Завершив кар'єру гравця 14 листопада 2018 року виступами за «Сан-Хосе Баракуда».
Був гравцем молодіжної збірної США, у складі якої брав участь у 7 іграх. Виступав за дорослу збірну США, на головних турнірах світового хокею провів 21 гру в її складі. Через травму руки пропустив Зимові Олімпійські ігри 2010, його у складі збірної замінив Тім Глісон.

## Статистика

### Клубні виступи
| Сезон        | Клуб                  | Ліга         | Регулярний сезон | Регулярний сезон | Регулярний сезон | Регулярний сезон | Регулярний сезон | Плей-оф | Плей-оф | Плей-оф | Плей-оф | Плей-оф |
| Сезон        | Клуб                  | Ліга         | І                | Г                | П                | О                | ШХ               | І       | Г       | П       | О       | ШХ      |
| ------------ | --------------------- | ------------ | ---------------- | ---------------- | ---------------- | ---------------- | ---------------- | ------- | ------- | ------- | ------- | ------- |
| 1998–99      | «Елк-Рівер»           | HS-MN        | 24               | 9                | 11               | 20               | —                | —       | —       | —       | —       | —       |
| 1999–2000    | «Елк-Рівер»           | HS-MN        | 24               | 15               | 35               | 50               | 26               | —       | —       | —       | —       | —       |
| 2000–01      | Університет Міннесоти | НКАА         | 38               | 3                | 17               | 20               | 8                | —       | —       | —       | —       | —       |
| 2001–02      | Університет Міннесоти | НКАА         | 44               | 8                | 30               | 38               | 22               | —       | —       | —       | —       | —       |
| 2002–03      | Університет Міннесоти | НКАА         | 45               | 9                | 30               | 39               | 32               | —       | —       | —       | —       | —       |
| 2003–04      | «Нью-Джерсі Девілс»   | НХЛ          | 70               | 6                | 18               | 24               | 4                | 5       | 1       | 1       | 2       | 4       |
| 2004–05      | «Фрібур-Готтерон»     | НЛА          | 11               | 3                | 4                | 7                | 2                | —       | —       | —       | —       | —       |
| 2005–06      | «Нью-Джерсі Девілс»   | НХЛ          | 80               | 5                | 32               | 37               | 32               | 9       | 0       | 3       | 3       | 4       |
| 2006–07      | «Нью-Джерсі Девілс»   | НХЛ          | 82               | 3                | 23               | 26               | 18               | 11      | 0       | 4       | 4       | 6       |
| 2007–08      | «Нью-Джерсі Девілс»   | НХЛ          | 73               | 5                | 27               | 32               | 22               | 5       | 1       | 2       | 3       | 2       |
| 2008–09      | «Нью-Джерсі Девілс»   | НХЛ          | 73               | 5                | 28               | 33               | 36               | 7       | 0       | 4       | 4       | 2       |
| 2009–10      | «Нью-Джерсі Девілс»   | НХЛ          | 22               | 2                | 9                | 11               | 2                | 5       | 0       | 0       | 0       | 0       |
| 2010–11      | «Піттсбург Пінгвінс»  | НХЛ          | 77               | 3                | 21               | 24               | 16               | 7       | 0       | 2       | 2       | 2       |
| 2011–12      | «Піттсбург Пінгвінс»  | НХЛ          | 73               | 2                | 25               | 27               | 18               | 3       | 1       | 0       | 1       | 0       |
| 2012–13      | «Піттсбург Пінгвінс»  | НХЛ          | 34               | 6                | 17               | 23               | 14               | 15      | 2       | 9       | 11      | 4       |
| 2013–14      | «Піттсбург Пінгвінс»  | НХЛ          | 39               | 3                | 12               | 15               | 10               | 13      | 0       | 8       | 8       | 6       |
| 2014–15      | «Піттсбург Пінгвінс»  | НХЛ          | 74               | 3                | 17               | 20               | 20               | 5       | 0       | 2       | 2       | 2       |
| 2015–16      | «Сан-Хосе Шаркс»      | НХЛ          | 78               | 3                | 17               | 20               | 22               | 24      | 0       | 5       | 5       | 6       |
| 2016–17      | «Сан-Хосе Шаркс»      | НХЛ          | 81               | 4                | 22               | 26               | 20               | 6       | 1       | 0       | 1       | 4       |
| 2017–18      | «Сан-Хосе Шаркс»      | НХЛ          | 14               | 0                | 2                | 2                | 2                | 7       | 0       | 0       | 0       | 2       |
| 2017–18      | «Сан-Хосе Баракуда»   | АХЛ          | 18               | 0                | 2                | 2                | 0                | —       | —       | —       | —       | —       |
| Усього в НХЛ | Усього в НХЛ          | Усього в НХЛ | 870              | 50               | 270              | 320              | 238              | 122     | 6       | 40      | 46      | 44      |

### Збірна
| Рік                | Команда            | Турнір             | Місце              | І  | Г | П | О | ШХ |
| ------------------ | ------------------ | ------------------ | ------------------ | -- | - | - | - | -- |
| 2001               | США                | МЧС                | 5-е                | 7  | 0 | 4 | 4 | 0  |
| 2004               | США                | КС                 | 4-е                | 3  | 0 | 1 | 1 | 0  |
| 2005               | США                | ЧС                 | 6-е                | 7  | 0 | 0 | 0 | 2  |
| 2008               | США                | ЧС                 | 6-е                | 7  | 1 | 7 | 8 | 0  |
| 2014               | США                | ОІ                 | 4-е                | 4  | 0 | 0 | 0 | 2  |
| Молодіжна збірна   | Молодіжна збірна   | Молодіжна збірна   | Молодіжна збірна   | 7  | 0 | 4 | 4 | 0  |
| Національна збірна | Національна збірна | Національна збірна | Національна збірна | 21 | 1 | 8 | 9 | 4  |